# Kinderfernsehsender
Kinderfernsehsender sind Spartensender für junge Zuschauer im Fernsehen.

## Deutschsprachiges Angebot
Der erste deutschsprachige Fernsehsender, welcher sich komplett an Kinder richtete, war Nickelodeon, das am 5. Juli 1995 auf Sendung ging. Der erste 24-Stunden-Kindersender war Junior, der am 28. Juli 1996 im Pay-TV-Paket DF1 startete.
Wenn man Super RTL, dessen Tagesprogramm inzwischen ausschließlich aus Kinderprogramm besteht, mitzählt, gibt es im deutschsprachigen Senderaum zurzeit 15 verschiedene Kindersender, davon sechs im Free TV. Acht von diesen Kindersendern laufen rund um die Uhr. Nick war bereits zwei Mal der einzige 24-Stunden-Kinder- und Jugendsender im deutschen Free-TV, sendet inzwischen allerdings nicht mehr rund um die Uhr. Nur der KiKA ist öffentlich-rechtlich – er übernimmt auch Produktionen, die im Kinderprogramm von ARD und ZDF zu sehen sind.
Mit Toggo plus existiert seit dem 4. Juni 2016 erstmals eine Timeshift-Version zu einem bereits bestehenden Sender, hier Super RTL. Dabei wird das Programm von Toggo plus jedoch zeitweise, wie z. B. ab 21:15 Uhr, um eigenes Programm ergänzt.
| Sender             | Senderlogo            | Sendestart                                                    | Sendezeit | Pay-TV | Sendungen (Auswahl) |
| ------------------ | --------------------- | ------------------------------------------------------------- | --- | ------ | --- |
| Super RTL          | Logo von Super RTL    | 28. Apr. 1995                                                 | 0:30–5:30 Uhr (Teleshopping) 5:30–20:15 Uhr (Toggolino/Toggo) 20:15–0:35 Uhr/1:20 Uhr (Familienprogramm auch RTL Super genannt) | nein   | Go Wild! Mission Wildnis, Caillou, Peter Hase, Paw Patrol, SpongeBob Schwammkopf, Willkommen bei den Louds                                                          |
| Super RTL HD       | Logo von Super RTL HD | 1. Mai 2012                                                   | 0:30–5:30 Uhr (Teleshopping) 5:30–20:15 Uhr (Toggolino/Toggo) 20:15–0:35 Uhr/1:20 Uhr (Familienprogramm auch RTL Super genannt) | nein   | Go Wild! Mission Wildnis, Caillou, Peter Hase, Paw Patrol, SpongeBob Schwammkopf, Willkommen bei den Louds                                                          |
| Toggo plus         |                       | 4. Juni 2016                                                  | 5:00–6:30 Uhr (Kindersender) 6:30–21:15 Uhr (Timeshift-Sender) 21:15–21:45 Uhr (Kindersender) 21:45–5:00 Uhr (Teleshopping)     | nein   | Go Wild! Mission Wildnis, Caillou, Peter Hase, Paw Patrol SpongeBob Schwammkopf, Willkommen bei den Louds(Toggo-Programm von Super RTL um eine Stunde zeitversetzt) |
| Toggo plus HD      |                       |                                                               | 5:00–6:30 Uhr (Kindersender) 6:30–21:15 Uhr (Timeshift-Sender) 21:15–21:45 Uhr (Kindersender) 21:45–5:00 Uhr (Teleshopping)     | nein   | Go Wild! Mission Wildnis, Caillou, Peter Hase, Paw Patrol SpongeBob Schwammkopf, Willkommen bei den Louds(Toggo-Programm von Super RTL um eine Stunde zeitversetzt) |
| Nickelodeon        |                       | 5. Juli 1995 / 12. September 2005                             | 1:00–20:15 Uhr (Deutschland und Österreich) 6:00–20:15 Uhr (Schweiz)                                                            | nein   | SpongeBob Schwammkopf, Cosmo & Wanda – Wenn Elfen helfen, Die Pinguine aus Madagascar, Dora                                                                         |
| Nickelodeon HD     |                       | 16. Mai 2011                                                  | 1:00–20:15 Uhr (Deutschland und Österreich) 6:00–20:15 Uhr (Schweiz)                                                            | nein   | SpongeBob Schwammkopf, Cosmo & Wanda – Wenn Elfen helfen, Die Pinguine aus Madagascar, Dora                                                                         |
| KiKA               |                       | 1. Jan. 1997                                                  | 6:00–21:00 Uhr (In der „sendefreien Zeit“ ist eine Nachtschleife mit Bernd das Brot zu sehen)                                   | nein   | Bernd das Brot, Die Pfefferkörner, Sesamstraße, Schloss Einstein, KiKA LIVE                                                                                         |
| KiKA HD            |                       | 30. Apr. 2012                                                 | 6:00–21:00 Uhr (In der „sendefreien Zeit“ ist eine Nachtschleife mit Bernd das Brot zu sehen)                                   | nein   | Bernd das Brot, Die Pfefferkörner, Sesamstraße, Schloss Einstein, KiKA LIVE                                                                                         |
| Cartoonito         |                       | 1. Juli 2006                                                  | rund um die Uhr | ja     | Bugs Bunny, Tom und Jerry, Scooby Doo, Pat der Hund, Mr. Bean, The Garfield Show, Inspector Gadget, Grizzy und die Lemminge, Ritter Hoch 3                          |
| Cartoonito HD      |                       | 3. Dez. 2013                                                  | rund um die Uhr | ja     | Bugs Bunny, Tom und Jerry, Scooby Doo, Pat der Hund, Mr. Bean, The Garfield Show, Inspector Gadget, Grizzy und die Lemminge, Ritter Hoch 3                          |
| Cartoon Network    |                       | 5. Dez. 2006                                                  | rund um die Uhr | ja     | Uncle Grandpa, Teen Titans Go!, Ben 10, Regular Show, Adventure Time                                                                                                |
| Cartoon Network HD |                       | 15. Okt. 2012                                                 | rund um die Uhr | ja     | Uncle Grandpa, Teen Titans Go!, Ben 10, Regular Show, Adventure Time                                                                                                |
| Nicktoons          |                       | 1. Dez. 2007 als Nick Premium, als Nicktoons am 31. März 2010 | rund um die Uhr | ja     | Aaahh!!! Monster, CatDog, Supah Ninjas |
| Nick Jr.           |                       | 1. Apr. 2009                                                  | rund um die Uhr | ja     | Dora, Go, Diego, Go!, Wonder Pets! |
| Nick Jr. HD        |                       | 10. Dez. 2014                                                 | rund um die Uhr | ja     | Dora, Go, Diego, Go!, Wonder Pets! |
| RiC                |                       | 10. Sep. 2012                                                 | 6:00–8:00 Uhr (Kinderprogramm) 8:00–13:30 Uhr (Teleshopping) 13:30–19:30 Uhr (Kinderprogramm) 19:30–6:00 Uhr (Teleshopping)     | nein   | Serien von Your Family Entertainment |
| Disney Channel     |                       | 17. Jan. 2014                                                 | 1:00–5:30 Uhr (Teleshopping) 5:30–20:15 Uhr (Kinderprogramm) 20:15–1:00 Uhr (Familienprogramm)                                  | nein   | Disney-Serien und -Filme aller Art von 5:30–20:15 Uhr. Erwachsenenprogramm (vor allem für Frauen) bzw. Familienprogramm (Freitag und Samstag) von 20:15–1:00 Uhr.   |
| Disney Channel HD  |                       | 17. Jan. 2014                                                 | 1:00–5:30 Uhr (Teleshopping) 5:30–20:15 Uhr (Kinderprogramm) 20:15–1:00 Uhr (Familienprogramm)                                  | nein   | Disney-Serien und -Filme aller Art von 5:30–20:15 Uhr. Erwachsenenprogramm (vor allem für Frauen) bzw. Familienprogramm (Freitag und Samstag) von 20:15–1:00 Uhr.   |
| Fix und Foxi       |                       | 1. Dez. 2014                                                  | rund um die Uhr | ja     | Urmel aus dem Eis, Fix und Foxi, Cosmo und Wanda, Miss Spider uvm.                                                                                                  |

### Marktanteile der frei oder grundverschlüsselt empfangbaren Kindersender in Deutschland

#### 3–13 Jahre
| Jahr         | Super RTL | KiKA    | Nickelodeon | Disney Channel |
| ------------ | --------- | ------- | ----------- | -------------- |
| 2005         | 30,2 %    | 15,6 %  | 05,0 %      | k. A.          |
| 2006         | 27,5 %    | 15,5 %  | 06,5 %      | k. A.          |
| 2007         | 26,3 %    | 17,4 %  | 09,3 %      | k. A.          |
| 2008         | 23,2 %    | 19,5 %  | 10,7 %      | k. A.          |
| 2009         | 24,2 %    | 19,7 %  | 12,7 %      | k. A.          |
| 2010         | 22,8 %    | 20,0 %  | 12,6 %      | k. A.          |
| 2011         | 24,1 %    | 19,9 %  | 13,3 %      | k. A.          |
| 2012         | 23,2 %    | 21,8 %  | 11,5 %      | k. A.          |
| 2013         | 23,2 %    | 20,1 %  | 11,6 %      | k. A.          |
| 2014         | 19,7 %    | 19,7 %  | 09,8 %      | 08,7 %         |
| 2015         | 19,3 %    | 20,1 %  | 09,2 %      | 09,5 %         |
| 2016         | 20,6 %    | 19,7 %  | 07,9 %      | 09,5 %         |
| 2017         | 21,5 %    | 19,2 %  | 07,8 %      | 09,1 %         |
| 2018         | 22,0 %    | 17,7 %  | 07,4 %      | 11,2 %         |
| 2019         | 21,6 %    | 17,7 %  | 06,4 %      | 13,1 %         |
| 2020         | 20,7 %    | 16,8 %  | 06,4 %      | 12,6 %         |
| 2021         | 21,0 %    | 17,2 %  | 04,9 %      | 12,0 %         |
| 2022         | 17,4 %    | 15,9 %  | 05,6 %      | 11,2 %         |
| 2023         | 19,7 %    | 15,0 %  | 05,9 %      | 13,1 %         |
| Durchschnitt | ≈22,5 %   | ≈18,3 % | ≈8,7 %      | ≈11,0 %        |

1. ↑  Mit dem Wechsel ins Free-TV zum 17. Januar 2014 lässt der Disney Channel durch die GfK Einschaltquoten ermitteln.
2. ↑  Durchschnitt ab 2014.

Seit 2005 sind die Marktanteile der Kinderfernsehsender in der Zielgruppe der 3- bis 13-Jährigen bekannt.
Den höchsten Marktanteil erreichte KiKA 2012 (21,8 %), den niedrigsten Marktanteil 2006 (15,5 %). 2015 war der Sender mit 20,1 % einmalig Marktführer. Super RTL belegt seitdem wieder dauerhaft den ersten Platz mit 21 % im Jahr 2021. Den höchsten Marktanteil erreichte Super RTL 2005 (30,2 %), den niedrigsten Marktanteil erreichte er 2022 (17,4 %).
Disney Channel belegt derzeit den dritten Platz mit 13,1 %, wobei der Sender 2023 seinen eigenen Rekordmarktanteil von 2019 einstellte.
Nickelodeon bildet das Schlusslicht unter den freiempfangbaren Kindersendern und erreichte 2023 in der Zielgruppe 5,9 %. Damit liegt der Sender erstmals unter seinem Einstiegswert von 5,0 % im Jahre 2005. Den höchsten Marktanteil erreichte Nickelodeon 2011 (13,3 %).

#### Ab drei Jahren
| Jahr | Super RTL (komplettes Programm) | KiKA  | Nickelodeon | Disney Channel |
| ---- | ------------------------------- | ----- | ----------- | -------------- |
| 1996 | 2,1 %                           | k. A. | k. A.       | k. A.          |
| 1997 | 2,3 %                           | 0,6 % | k. A.       | k. A.          |
| 1998 | 2,9 %                           | 0,9 % | k. A.       | k. A.          |
| 1999 | 2,8 %                           | 1,3 % | k. A.       | k. A.          |
| 2000 | 2,8 %                           | 1,2 % | k. A.       | k. A.          |
| 2001 | 2,8 %                           | 1,2 % | k. A.       | k. A.          |
| 2002 | 2,4 %                           | 1,1 % | k. A.       | k. A.          |
| 2003 | 2,7 %                           | 1,2 % | k. A.       | k. A.          |
| 2004 | 2,7 %                           | 1,2 % | k. A.       | k. A.          |
| 2005 | 2,8 %                           | 1,2 % | k. A.       | k. A.          |
| 2006 | 2,6 %                           | 1,1 % | 0,5 %       | k. A.          |
| 2007 | 2,6 %                           | 1,2 % | 0,7 %       | k. A.          |
| 2008 | 2,4 %                           | 1,3 % | 0,8 %       | k. A.          |
| 2009 | 2,5 %                           | 1,4 % | 0,9 %       | k. A.          |
| 2010 | 2,2 %                           | 1,4 % | 0,8 %       | k. A.          |
| 2011 | 2,2 %                           | 1,3 % | 0,8 %       | k. A.          |
| 2012 | 2,1 %                           | 1,3 % | 0,7 %       | k. A.          |
| 2013 | 1,9 %                           | 1,2 % | 0,7 %       | k. A.          |
| 2014 | 1,7 %                           | 1,2 % | 0,6 %       | 0,8 %          |
| 2015 | 1,8 %                           | 1,1 % | 0,8 %       | 0,8 %          |
| 2016 | 1,8 %                           | 1,0 % | 0,7 %       | 0,9 %          |
| 2017 | 1,6 %                           | 1,1 % | 0,6 %       | 0,9 %          |
| 2018 | 1,5 %                           | 0,9 % | 0,5 %       | 0,9 %          |
| 2019 | 1,5 %                           | 0,9 % | 0,3 %       | 0,9 %          |
| 2020 | 1,9 %                           | 1,0 % | 0,3 %       | 1,2 %          |
| 2021 | 1,5 %                           | 0,7 % | 0,2 %       | 0,7 %          |
| 2022 | 1,2 %                           | 0,6 % | 0,2 %       | 0,7 %          |
| 2023 | 1,2 %                           | 0,6 % | 0,2 %       | 0,7 %          |

1. ↑  Mit dem Wechsel ins Free-TV zum 17. Januar 2014 lässt der Disney Channel durch die GfK Einschaltquoten ermitteln.

Super RTL startete im zweiten Sendejahr mit der Bekanntgabe des Marktanteils. Der Sender ist seit Februar 1998 der Marktführer unter den Kinderfernsehsendern, zurzeit mit einem Marktanteil von 1,9 %. Den höchsten Marktanteil erreichte Super RTL 1998 (2,9 %), den niedrigsten Marktanteil 2013 (1,9 %).
KiKA startete bereits im ersten Sendejahr mit der Bekanntgabe des Marktanteils. Derzeit belegt der Sender Platz 2 mit 1,2 %. Den höchsten Marktanteil erreichte KiKA 2009 und 2010 (1,4 %), den niedrigsten Marktanteil erreichte er im Sendestartjahr (0,6 %).
Die erste Version von Nickelodeon veröffentlichte keinen Jahresmarktanteil, sondern startete im Oktober 1997 mit dem monatlichen Marktanteil und beendete dies wiederum mit der Einstellung des Senders im Mai 1998. Erst bei der zweiten Version startete man, wie Super RTL im zweiten Jahr mit der Bekanntgabe des Marktanteils. Nickelodeon bildet das Schlusslicht unter den freiempfangbaren Kindersendern und erreichte 2013 0,7 % des Gesamtpublikums. Den höchsten Marktanteil erreichte Nickelodeon als Nick 2009 (0,9 %), den niedrigsten Marktanteil erreichte mit 0,3 % gleich zwei Mal in Folge (2019 und 2020).
Der Disney Channel startete im Jahr 2014, dem Jahr des Wechsels ins Free-TV mit der Ausweisung der Marktanteil ab drei Jahren. Seit Sendebeginn konnte der Marktanteil stetig gesteigert werden. 2020 erreichte man mit 1,2 % erstmals einen Wert über 1.

#### 2014
Seit dem am 17. Januar 2014 der freiempfangbare Disney Channel startete, gab es z. T. große Verschiebungen bei den Marktanteilen.

##### 3–13 Jahren
Bei den Drei- bis Dreizehnjährigen waren diese Verschiebungen am deutlichsten zu spüren. So begann das Jahr bereits mit leichten Einbüßen für Super RTL, KiKA und Nickelodeon, KiKA stieß im Januar 2014 Super RTL erstmals von Platz 1 der Kinderfernsehsender und wurde Marktführer. Bis März behielt man diese Position; Super RTL wurde daraufhin wieder Marktführer. Ab September 2014 verlor man wieder die Marktführerschaft an den KiKA und belegte wiederum Platz 2.
Nickelodeon verlor im Laufe des Jahres einige Prozentpunkte Vorsprung an den Disney Channel, der mit 7,2 % im Februar erstmals gewertet werden konnte und mit 9,4 % erstmals mehr Prozentpunkte als Nickelodeon erzielte und somit Platz 3 erreichte. Im Dezember verlor man hingegen wieder an Prozentpunkte und teilt sich mit 8,7 % Platz 3 mit Nickelodeon.
Nickelodeon verlor trotz alledem an Zugkraft und büßte im Gegensatz zum Vorjahr 1,8 % ein.
Super RTL verlor mit 3,5 % am meisten, der KiKA mit 0,4 % am wenigsten.
| Monat        | Super RTL | KiKA    | Nickelodeon | Disney Channel |
| ------------ | --------- | ------- | ----------- | -------------- |
| Januar       | 21,1 %    | 21,2 %  | 11,2 %      | k. A.          |
| Februar      | 19,3 %    | 20,4 %  | 09,6 %      | 7,2 %          |
| März         | 20,5 %    | 20,6 %  | 11,2 %      | 8,5 %          |
| April        | 20,3 %    | 17,3 %  | 11,1 %      | 9,0 %          |
| Mai          | 21,3 %    | 18,9 %  | 09,8 %      | 9,2 %          |
| Juni         | 18,9 %    | 16,1 %  | 09,6 %      | 8,8 %          |
| Juli         | 20,8 %    | 18,2 %  | 09,3 %      | 9,1 %          |
| August       | 20,1 %    | 19,6 %  | 09,6 %      | 9,2 %          |
| September    | 19,3 %    | 21,3 %  | 09,0 %      | 8,9 %          |
| Oktober      | 19,1 %    | 21,0 %  | 09,7 %      | 9,0 %          |
| November     | 18,2 %    | 21,2 %  | 08,2 %      | 9,4 %          |
| Dezember     | 17,9 %    | 19,7 %  | 08,7 %      | 8,7 %          |
| Durchschnitt | ≈19,7 %   | ≈19,7 % | ≈9,8 %      | ≈8,7 %         |

|         | Super RTL | KiKA    | Nickelodeon | Disney Channel |
| ------- | --------- | ------- | ----------- | -------------- |
| 2013    | ≈23,2 %   | ≈20,1 % | ≈11,6 %     | k. A.          |
| 2014    | ≈19,7 %   | ≈19,7 % | ≈9,8 %      | ≈8,7 %         |
| Verlust | −3,5 %    | −0,4 %  | −1,8 %      | kVm            |

##### Ab drei Jahren
Bei der Zielgruppe ab drei Jahren war bis auf saisonbedingte Schwankungen (Fußball-Weltmeisterschaft 2014) kaum eine Änderung zu spüren.
Super RTL verlor leicht an Prozenten und schloss mit einem Verlust von 0,2 % 2014 ab, blieb aber Marktführer in diesem Segment.
Der Zweitplatzierte KiKA blieb solide und schloss das Jahr mit dem Vorjahreswert ab.
Der Disney Channel startete ab Februar mit der Ausweisung der Marktanteile und holte beachtliche 0,7 %, womit auch das Jahr im Mittelwert abgeschlossen wurde.
Nickelodeon wurde Letzter und schloss erst im Dezember mit 0,8 % zum Disney Channel auf und teilte sich Platz 3 mit ebenjenem.
| Monat        | Super RTL | KiKA   | Nickelodeon | Disney Channel |
| ------------ | --------- | ------ | ----------- | -------------- |
| Januar       | 1,8 %     | 1,2 %  | 0,6 %       | k. A.          |
| Februar      | 1,7 %     | 1,2 %  | 0,6 %       | 0,7 %          |
| März         | 1,8 %     | 1,2 %  | 0,6 %       | 0,8 %          |
| April        | 1,8 %     | 1,1 %  | 0,6 %       | 0,8 %          |
| Mai          | 1,8 %     | 1,1 %  | 0,6 %       | 0,8 %          |
| Juni         | 1,5 %     | 1,0 %  | 0,6 %       | 0,7 %          |
| Juli         | 1,7 %     | 1,0 %  | 0,5 %       | 0,7 %          |
| August       | 1,9 %     | 1,3 %  | 0,6 %       | 0,8 %          |
| September    | 1,7 %     | 1,3 %  | 0,5 %       | 0,7 %          |
| Oktober      | 1,7 %     | 1,2 %  | 0,7 %       | 0,8 %          |
| November     | 1,7 %     | 1,3 %  | 0,7 %       | 0,8 %          |
| Dezember     | 1,8 %     | 1,2 %  | 0,8 %       | 0,8 %          |
| Durchschnitt | ≈1,7 %    | ≈1,2 % | ≈0,6 %      | ≈0,8 %         |

|         | Super RTL | KiKA   | Nickelodeon | Disney Channel |
| ------- | --------- | ------ | ----------- | -------------- |
| 2013    | ≈1,9 %    | ≈1,2 % | ≈0,7 %      | k. A.          |
| 2014    | ≈1,7 %    | ≈1,2 % | ≈0,6 %      | ≈0,8 %         |
| Verlust | −0,2 %    | 0,0 %  | −0,1 %      | kVm            |

## Weiteres Angebot

### Aktuelles Angebot
Neben den Fernsehsendern gibt es Programmsparten auf anderen Sendern, welche auf Kinder ausgelegt sind. Beispiele sind hierfür Check Eins (seit 2001) von Das Erste oder ZDFtivi (seit 1997) vom ZDF.
In Österreich zeigt ORF eins im Programmblock okidoki Kindersendungen.
In der Schweiz übernehmen SRF 1 und SRF zwei mit dem gemeinsamen Kinderblock Zambo beide diese Aufgabe.

### Ehemaliges Angebot
Mit Bim Bam Bino zeigte Tele 5 vom 16. Januar 1988 bis 31. Dezember 1992 ein Kinderprogramm. Nach Einstellung des Senders wurde die Schiene im Programm vom Kabelkanal bzw. später Kabel 1 vom 16. Januar 1993 bis zum 29. März 1998 weitergeführt. Inhaltlich und vom Personal des Bim Bam Bino Programmes, ist diese Schiene aber zum Sender RTL2 gewandert, der 1993 startete und das werktägliche Kinderprogramm (Vampy, be@rtl2 und Pokito) von 1993 bis 2011 anbot. Ab 2011 lief das Kinderprogramm nur noch Sonntags, bis es 2013 komplett aus den RTL2 Programm verschwand.
Ab den frühen 1990er-Jahren zeigte man Trickserien im ProSieben-Block Trick 7 (später TrickSieben) am frühen Vorabend. 1997 wurde dies auf Sonntagvormittag und eine Schiene am frühen Morgen verringert. Der Samstagvormittag wurde mit Actiontrickserien bestückt. Diese wurden in der Schiene ActionTrix gezeigt. Im Jahr 2000 wurde das Angebot auf diese Schiene reduziert, welche kurz darauf den Namen der ersten Schiene (TrickSieben) erhielt. Nach und nach wurden allerdings auch die hier gezeigten Sendungen ins Programm von Sat.1 und kabel eins verlegt.
RTL betrieb vom 28. November 1995 bis 2007 einen Programmblock namens KRTL, was für Kinder-RTL stand. Von 1997 bis 1999 zeigte Sat.1 im Block Sat. 1 Clubhouse Sendungen als Werbung für den gleichnamigen Pay-TV-Sender. Danach strahlte man von 2000 bis 2005 Kindersendungen im Block Sat.1 Junior jeden Samstagvormittag aus.
Auf MTV2 Pop waren neben Animes auch zwei Zeichentrickserien von Nickelodeon zu finden, welche von September 2003 bis Januar 2004 täglich von 19:00 bis 20:00 Uhr gezeigt wurden. Gezeigt wurden Aaahh!!! Monster und Die Ren & Stimpy Show.
kabel eins zeigte Sendungen von Disney und Cartoon Network in zwei separaten Blöcken am Wochenende. Die Disney Time startete am 26. Dezember 2004, der Cartoon-Network-Block folgte im September 2005. Von Oktober 2004 bis Oktober 2009 zeigte man zudem Sendungen von Jetix in einem Block, welcher sonntags vor der Disney Time zu sehen war. Mit dem Rebrand des Senders zu Disney XD verschwand der Block von Jetix aus dem Programm von kabel eins. Das weitere Angebot wurde ebenfalls inzwischen komplett eingestellt. Der Block mit den Disney-Serien z. B. wurde am 30. Dezember 2012 eingestellt.
Das Vierte zeigte unter dem Label Das Vierte Mini ab Februar 2007 Kindersendungen in Kooperation mit Your Family Entertainment. Gezeigt wurden die Sendungen für 3 bis 13 Jahren immer montags bis freitags von 6:00 bis 9:00 Uhr.
Ab dem 5. April 2009 zeigte VIVA bekannte Nickelodeon-Sendungen wie Zoey 101, Drake & Josh oder True Jackson im morgendlichen Sonntagsprogramm ab 9:00 Uhr. Bereits ab dem 16. März bis zum 14. September 2009 zeigte der Sender die ebenfalls für Nickelodeon produzierte Zeichentricksendung Die Ren & Stimpy Show jeden Montag bis Freitag um 0:15 aus. Zudem strahlte man Das Haus Anubis vom 6. Oktober 2009 bis 25. Dezember 2009 jeden Werktag um 21:30 Uhr aus.
Auch Anixe zeigte im Großteil des Programmes bis Herbst 2013 Zeichentrick-, Animations- und Realfilmserien für Kinder und Jugendliche. Zu den gezeigten Sendungen gehörten u. a. Doug, She-Ra – Prinzessin der Macht und Die Knickerbocker-Bande. Mit Umstrukturierung des Senders im Herbst 2013 zum Kanal für Ältere verschwanden diese Sendungen aus dem Programm.
Am 3. September 2013 startete man auf dem Sender ProSieben Maxx eine tägliche Schiene, welche acht bis neun Stunden tagsüber Kindersendungen und unter anderem neue Folgen von Pokémon und One Piece zeigt. Zusätzlich waren Eigenproduktionen wie Galileo Genial zu sehen. Für die Schiene ging man eine Kooperation mit dem damals geplanten Kindersender Yep! ein und richtete sich damit vor allem an Jungs und junge Erwachsene. Inzwischen ist der Name Yep! gänzlich aus dem Programm verschwunden. Einzig einzelne Animes werden noch gesendet.
In Österreich gab es ab dem 11. April 1994 den Programmblock Confetti TiVi, welcher auf ORF 1 zu sehen war und am 12. September 2008 eingestellt und durch okidoki ersetzt wurde.
In der Schweiz startete am 28. September 1998 einen Nickelodeon-Programmblock, welcher einige Elemente des kurz zuvor eingestellten deutschen Nickelodeon-Ablegers übernahm und immer montags bis freitags von 10 bis 17 Uhr bei SF2 zu sehen war. Der Nachfolger Junior startete im September 2003 und war bis zum 31. Dezember 2006 täglich zu sehen. SF Tubii war der Nachfolger des Blocks, dieser wurde am 30. August 2010 durch das jetzige Angebot Zambo ersetzt.

## Ehemalige deutsche Kindersender
| Sender           | Senderlogo | Sendezeit       | Auf Sendung                                                                | Pay TV | Sendungen (Auswahl)                                                                  |
| ---------------- | ---------- | --------------- | -------------------------------------------------------------------------- | ------ | ------------------------------------------------------------------------------------ |
| Clubhouse        |            | 7:00–19:00 Uhr  | 28. Juli 1996 – 30. September 1999                                         | ja     | Muppet Show, Was ist los mit Alex Mack?, Baywatch – Die Rettungsschwimmer von Malibu |
| Disney Channel   |            | rund um die Uhr | 16. Oktober 1999 – 29. November 2013 (Nach Sendepause Wechsel ins Free-TV) | ja     | Disney Serien aller Art                                                              |
| Disney Cinemagic |            | rund um die Uhr | 4. Juli 2009 – 1. Oktober 2019                                             | ja     | Disney-Filme (Real- und Zeichentrickfilme)                                           |
| Disney Junior    |            | 6:00–20:00 Uhr  | 14. Juli 2011 – 30. September 2021                                         | ja     | Meine Freunde Tigger und Puuh, Kleine Einsteins, Meister Mannys Werkzeugkiste        |
| Disney XD        |            | rund um die Uhr | 9. Oktober 2009 – 1. April 2020                                            | ja     | Pokémon, Phineas und Ferb, Zeke und Luther, S3 – Stark, schnell, schlau              |
| Fox Kids         |            | 6:00–20:00 Uhr  | 1. Oktober 2000 – 10. Juni 2005 (umgewandelt in Jetix)                     | ja     | Card Captor Sakura, Crayon Shin-Chan, W.I.T.C.H.                                     |
| Jetix            |            | 6:00–20:00 Uhr  | 10. Juni 2005 – 9. Oktober 2009 (umgewandelt in Disney XD)                 | ja     | Card Captor Sakura, Crayon Shin-Chan, W.I.T.C.H.                                     |
| Junior           |            | 6:00–20:00 Uhr  | 28. Juli 1996 – 31. Dezember 2022                                          | ja     | Die Biene Maja, Pippi Langstrumpf, Wickie und die starken Männer                     |
| K-Toon           |            | 6:00–20:00 Uhr  | 28. Juli 1996 – 1. April 2003 (Fusion mit Junior)                          | ja     | He-Man, Animaniacs, Graf Duckula                                                     |
| KidsCo           |            | rund um die Uhr | 29. Oktober 2008 – 31. Dezember 2013                                       | ja     | Babar der Elefantenkönig, Dennis, Inspector Gadget                                   |
| Playhouse Disney |            | 6:00–20:00 Uhr  | 10. November 2004 – 14. Juli 2011                                          | ja     | Meine Freunde Tigger und Puuh, Kleine Einsteins, Meister Mannys Werkzeugkiste        |
| Toon Disney      |            | rund um die Uhr | 10. November 2004 – 15. April 2010                                         | ja     | Disney-Zeichentrickserien                                                            |
| yfe              |            | rund um die Uhr | 5. November 2007 – 30. November 2014 (umgewandelt in Fix & Foxi)           | ja     | Cosmo und Wanda, Fix und Foxi                                                        |

## International
International ist das Angebot an Kindersendern groß. Einige einzeln existierende Sender bestehen neben denen, die zu einem Konzern mit mehreren verschiedenen Kindersendern gehören.
- ABC3 (Australien)
- Pakapaka (Argentinien)
- Al Jazeera Children’s Channel (Katar)
- Baraem (Katar)
- Chutti TV (Indien)
- Family (Kanada)
- Hungama TV (Indien)
- Ketnet (Belgien)
- Kids Station (Japan)
- NHK Education TV (Japan)
- PBS Kids (USA, Kanada)
- TRT Çocuk (Türkei)
- SVT barn (Schweden)
- VRAK.TV (Kanada)
- Arutz Hayeladim (Israel)
- Hop! Channel (Israel)
- Spacetoon (Vereinigte Arabische Emirate)

BBC:
- BBC Kids (Kanada)
- CBBC Channel (GB)
- CBeebies (GB, Lateinamerika, Asien)

Canal+ Group:
- Canal+ Family (Frankreich)
- Piwi+ (Frankreich)
- Télétoon+ (Frankreich)

Canal+ Cyfrowy:
- MiniMini+ (Polen)
- teleTOON+ (Polen)

Corus Entertainment:
- Teletoon & Télétoon (Kanada)
- Teletoon Retro & Télétoon Rétro (Kanada)
- Treehouse TV (Kanada)
- YTV (Kanada)

CSC (GB):
- Kix!
- Pop
- Pop Girl
- Tiny Pop

Discovery Communications:
- Discovery Kids (Asien, Lateinamerika)
- The Hub (USA)

Lagardère Active:
- Canal J (Frankreich)
- Gulli (Frankreich und Russland – als Gulli Girl)
- TiJi (Frankreich und Russland)

Rai:
- Rai Gulp (Italien)
- Rai YoYo (Italien)

TBS:
- Boing (Frankreich, Italien, Spanien)
- Boomerang (USA mit Ablegern in anderen Ländern)
- Cartoon Network (USA mit Ablegern in anderen Ländern)
- Cartoon Network Too (GB, Irland, Malta)
- Cartoonito (Italien und GB)

Paramount Global:
- Kindernet (Flandern / Niederlande, inzwischen eingestellt)
- Nickelodeon (USA mit Ablegern in anderen Ländern)
- Nick Music (USA, Lateinamerika, Europa und Australien)
- Nick Jr. (USA mit Ablegern in anderen Ländern)
- Nicktoons (USA mit Ablegern in anderen Ländern)
- TeenNick (USA, Italien und Frankreich (als Nickelodeon Teen), Streaming-Sender über pluto.tv in Deutschland sowie Programmblock in Indien)

Walt Disney:
- Disney Channel (USA mit Ablegern in anderen Ländern)
- Disney Cinemagic (GB mit Ablegern in anderen Ländern, inzwischen eingestellt)
- Disney Junior (USA mit Ablegern in anderen Ländern, Ableger inzwischen eingestellt)
- Disney XD (USA mit Ablegern in anderen Ländern, Ableger inzwischen eingestellt)